# Championnats d'Europe de judo 1966
Navigation
Édition précédente Édition suivante
La 15e édition des championnats d'Europe de judo, s'est déroulée le 8 mai 1966 à Luxembourg, au Luxembourg.

## Résultats

### Individuels
| Épreuves                       | Or                    | Argent                    | Bronze                                         |
| ------------------------------ | --------------------- | ------------------------- | ---------------------------------------------- |
| moins de 63 kg poids léger     | Serguei Suslin (URS)  | Jean-Claude Meslaye (FRA) | Théo Klein (NED) Serge Feist (FRA)             |
| moins de 70 kg poids mi-moyen  | Oleg Stepanov (URS)   | Czeslaw Laksa (POL)       | Aron Bogolyubov (URS) Joachim Schroeder (GDR)  |
| moins de 80 kg poids moyens    | Peter Snijders (NED)  | Vladimir Pokataev (URS)   | Georgy Kotik (URS) Martin Poglajen (NED)       |
| moins de 93 kg poids mi-lourds | Joop Gouweleeuw (NED) | Peter Herrmann (FRG)      | Anzor Kibrotsashvili (URS) Anatoly Yudin (URS) |
| plus de 93 kg poids lourds     | Willem Ruska (NED)    | Parnaoz Chikviladze (URS) | Guenther Monczyk (FRG) David Peake (GBR)       |
| Toutes catégories              | Anzor Kiknadze (URS)  | Alfred Meier (FRG)        | Vladimir Saunin (URS) Klaus Hennig (GDR)       |

### Par équipes
| Épreuve     | Or | Argent                                                                          | Bronze |
| ----------- | --- | ------------------------------------------------------------------------------- | --- |
| Par équipes | Union soviétique Anatoli Kibrokaschwili Anzor Kiknadze Wladimir Pokatajew Oleg Stepanow Sergej Suslin | France Serge Feist Armand Desmet Patrick Clement Pierre Albertini Georges Gress | Allemagne de l'Est Wolfgang Micka Herbert Niemann Dieter Scholz Otto Smirat Günther Wiesner Pays-Bas Joop Gouweleeuw Theo Klein Martin Poglajen Willem Ruska Peter Snijders |

## Tableau des médailles
Les médailles de la compétition par équipes ne sont pas comptabilisées dans ce tableau.
| Rang  | Nation               | Or | Argent | Bronze | Total |
| ----- | -------------------- | -- | ------ | ------ | ----- |
| 1     | Union soviétique     | 3  | 2      | 5      | 10    |
| 2     | Pays-Bas             | 3  | 0      | 2      | 5     |
| 3     | Allemagne de l'Ouest | 0  | 2      | 1      | 3     |
| 4     | France               | 0  | 1      | 1      | 2     |
| 5     | Pologne              | 0  | 1      | 0      | 1     |
| 6     | Allemagne de l'Est   | 0  | 0      | 2      | 2     |
| 7     | Royaume-Uni          | 0  | 0      | 1      | 1     |
| Total | Total                | 6  | 6      | 12     | 24    |

## Sources
- Podiums complets sur le site JudoInside.com.

- Epreuve par équipes sur le site allemand sport-komplett.de.